# Paola Caridi
Paola Caridi (Roma, 2 maggio 1961) è una giornalista e blogger italiana.

## Biografia
Giornalista freelance e storica del Vicino Oriente, Paola Caridi collabora con le pagine culturali del Sole24Ore, Famiglia Cristiana, Terra, Il Fatto online, Limes e alcuni giornali del Gruppo Editoriale Espresso-Repubblica. Ha anche collaborato con il quotidiano La Stampa. Fa parte dell'associazione Lettera22 di cui è stata tra le fondatrici e di cui è attualmente presidente. È stata a lungo corrispondente dell'associazione da Il Cairo e da Gerusalemme.
Laureata in Lettere e Filosofia all'Università di Roma ''La Sapienza'' con una tesi in Storia dei partiti politici, ha conseguito un dottorato di ricerca in Storia delle relazioni internazionali presso la Facoltà di Scienze Politiche "Cesare Alfieri" dell'Università di Firenze.
Nel 2007 ha scritto, per la casa editrice Feltrinelli, Arabi Invisibili, vincendo il Premio comunale Capalbio 2008. Di tale opera è stata pubblicata al Cairo nel settembre del 2011 una versione in arabo, con la prefazione di Alāʾ al-Aswānī.
Nel 2009, sempre per la Feltrinelli, ha pubblicato Hamas. Dalla resistenza al regime, mentre nel 2013 il libro Gerusalemme senza Dio, ancora per la Feltrinelli.
Nel 2019 ha fatto uscire, sempre per la Feltrinelli, Gerusalemme la storia dell'altro.
Nel 2023, sempre per la Feltrinelli, ha pubblicato una nuova edizione di Hamas. Dalla resistenza al regime, per raccontare cosa è accaduto fino all'attacco del 7 ottobre 2023.

## Opere
- Arabi invisibili, Feltrinelli, 2007, ISBN 9788807171314
- Hamas. Dalla resistenza al regime, Feltrinelli, 2010, ISBN 9788807171710
- Gerusalemme senza Dio, Feltrinelli, 2013, ISBN 9788807172632
- Gerusalemme la storia dell'altro, Feltrinelli 2019, ISBN 9788807923128
- Hamas. Dalla resistenza al regime, Nuova edizione, Feltrinelli, 2023, ISBN 9788807493850
- Il gelso di Gerusalemme. L'altra storia raccontata dagli alberi, Feltrinelli, 2024, ISBN 9788807174575

## Premi
- Nel 2008 con il libro Arabi invisibili ha vinto il Premio Capalbio 2008.
- Nel 2013 ha ricevuto il Premio Colombe d’Oro per la Pace dell'Archivio Disarmo.

## Onorificenze
Nel 2008 è stata insignita dell'onorificenza di Cavaliere della Stella della Solidarietà Italiana, ordine presieduto dal Presidente della Repubblica Italiana.